# Andrzej Wiernik
Andrzej Wiernik (ur. 14 maja 1940 w Wałbrzychu, zm. 10 października 1999 w Krakowie) – lektor krakowskiego radia i telewizji.
Wiernik urodził się w Wałbrzychu jako trzeci syn Henryka Wiernika i Zofii Vejvody (jej ojciec był Słowakiem). W czasach okupacji niemieckiej wychowywał się wraz z dwoma braćmi:  Ryszardem (prawdziwe imię Henryk) i Bogusławem w małej kamieniczce rodzinnego miasta. Ojciec, matematyk z wykształcenia, był oficerem AK, po zakończeniu wojny pracował w kopalni. Młodość spędził pomiędzy rodzinnym miastem a Rzeszowem (Przybyszówka), skąd pochodziła rodzina jego ojca. Po ukończeniu szkoły średniej studiował na AWF,  pisząc pracę dyplomową z rehabilitacji. Uprawiał wiele dyscyplin sportu, jak na przykład: piłkę nożną, ręczną, koszykówkę, boks, biegi lekkoatletyczne, biegi płotkarskie, skoki w dal i wzwyż, narciarstwo, pływanie. W trakcie studiów został powołany do wojska, został zakwalifikowany do jednostki specjalnej - 6 Pomorskiej Dywizji Powietrznodesantowej pod dowództwem gen. Edwina Rozłubirskiego (dosłużył się stopnia podporucznika). W trakcie służby wybrany jako lektor do tworzącego się krakowskiego ośrodka telewizji polskiej na Krzemionkach, został pierwszym prowadzącym Kroniki, współpracując m.in. z Leszkiem Mazanem, Andrzejem Szelągiem, Tadeuszem Metzem (Tikum-Takum), Aleksandrem Kurziusem i wieloma innymi. Jego głos i niepowtarzalna dykcja uczyniły go najbardziej rozpoznawalną postacią wczesnego okresu krakowskiego ośrodka telewizji. Zrezygnował z telewizji, nie godząc się na wstąpienie do partii; związał się z krakowskim ośrodkiem radiowym na ulicy Szlak, gdzie przez następne lata dał się poznać jako lektor i prowadzący wielu programów i audycji. Funkcje te łączył z prowadzeniem rozgłośni w Nowej Hucie, nagraniami studyjnymi do filmów i komentarzami sportowymi. Po 1989 pracował w domach studenckich okazjonalnie pojawiając się na antenie. Kolejnym etapem było Radio RMF; nowa, prężna prywatna stacja w Małopolsce. Zarekomendowany przez Wojciecha Padjasa i Edwarda Miszczaka, pojawił się na Kopcu, by zostać wiodącym głosem w reklamach i jinglach rozgłośni. Zapowiedzi Rosyjskiej Ruletki, audycji RMF-owskich ponownie uczyniły go niezapomnianym głosem regionu. Z upływem czasu został mentorem następnego pokolenia lektorów w Małopolsce, wliczając choćby Małgorzatę Krzysicę i Krzysztofa Gadacza, jak również wielu innych. Zmarł 10 października 1999 na raka.
Życie prywatne - dwukrotnie żonaty, syn z pierwszego małżeństwa, trzech synów z drugiego.